# Sphenomorphus maindroni
Sphenomorphus maindroni este o specie de șopârle din genul Sphenomorphus, familia Scincidae, descrisă de Sauvage 1878. Conform Catalogue of Life specia Sphenomorphus maindroni nu are subspecii cunoscute.